# جربه الملة (النادرة)

تعديل مصدري - تعديل

جربه الملة محلة تابعة لقرية ذي الدرب، التابعة لعزلة شعب المريسي بمديرية النادرة إحدى مديريات محافظة إب في الجمهورية اليمنية، بلغ تعداد سكانها 233 حسب تعداد اليمن لعام 2004.